# Hemerodromia illiesi
Hemerodromia illiesi är en tvåvingeart som beskrevs av Joost 1980. Hemerodromia illiesi ingår i släktet Hemerodromia och familjen dansflugor. Inga underarter finns listade i Catalogue of Life.